# Donggeochado
Donggeochado är en ö i Sydkorea.   Den ligger i provinsen Södra Jeolla, i den sydvästra delen av landet, 400 km söder om huvudstaden Seoul. Arean är 3,4 kvadratkilometer.
Terrängen på Donggeochado är platt. Öns högsta punkt är 114 meter över havet. Den sträcker sig 2,1 kilometer i nord-sydlig riktning, och 2,8 kilometer i öst-västlig riktning.